# 北美紅橡
北美紅橡為北美洲原生植物，為與南方紅橡（Quercus falcata）區別亦稱北方紅橡。分佈區域北至五大湖區，南至喬治亞州、密西西比州、阿拉巴馬州和路易斯安那州，東至新斯科細亞省，西至奧克拉荷馬州、堪薩斯州、內布拉斯加州和明尼蘇達州的美國東部和中部以及加拿大東南部和中南部地區。北美紅橡現今已被引入西歐的小部份地區，作為花園和公園中的觀賞樹種種植。它也是新澤西州的州樹和愛德華王子島省的省樹。

## 描述
北美紅橡為落葉喬木，染色體為2n = 24，偏愛土壤pH值較低之微酸性土壤。生長於森林中的植株筆直而高聳，最高可長至28至43公尺，直徑最大為50至100公分；雖然開闊地區的植株未有如此地高大，但仍可以生長出一個直徑達2公尺的樹幹。北美紅橡有與主樹幹成直角生長的粗壯分支，形成一個狹窄的圓頂形樹冠。儘管它喜歡生長於排水良好的端磧及河川邊界，但因其良好的適應力使之能承受多種土壤和環境並得以迅速生長。在美國東南部，它常構成橡樹杜鵑森林中樹冠層的一部分，但通常不如其他櫟屬物種來的顯著。
北美紅橡在符合最佳生長條件和充滿陽光的情況下，得以快速地生長，且樹齡10歲的植株已可高達5至6公尺。北美紅橡的壽命預估可達400年，並且在2001年發現了326年的實際個體。

### 樹皮
因殖民地時期的森林砍伐和土地拓墾大大減少了以前占主導地位的北美白橡數量，使得如今整個美國的北美紅橡比起當時的植株數量還多；並且現今北美紅橡已是美國東北部常見的橡樹，僅次於與其密切相關的沼生櫟。北美紅橡的樹皮富含單寧，並且具有寬、薄、圓形的鱗片狀脊；樹皮於年輕植株時為深紅色、棕灰色而到了老樹則呈現黑褐色，然而幼樹和大型莖的樹皮為光滑的淺灰色。
北美紅橡樹皮的脊部中央具有十分易於辨認的明顯條紋，其他橡木上端樹幹的樹皮上亦有這種外觀，但是北美紅橡是唯一在樹幹各部份皆有條紋分佈的櫟屬樹種。木材為淺紅褐色，比重0.6621，邊材較心材暗沉具有沉重、堅硬、結實以及擁有粗粒的特色；木材於乾燥時將出現裂縫，但經過仔細處理可用於製做家具，亦可用於建築和屋內裝修。

### 樹葉與橡實
北美紅橡與大多數其他落葉橡樹一樣葉期發生於春季，因光週期性使得此物種曝照在日照長度13小時的情況下將無視氣溫高低皆會萌葉；並於日照長度低於11小時則開始落葉，導致美國北方和南方的落葉時間可能相差多達三週。北美紅橡的葇荑花序與葉子同時生長，因此在較涼爽地區的植株常因春末霜害而失去花朵，導致該年度未能結出橡子。橡子於樹上成熟需兩個生長季並在十月初從樹上掉落，當春季土壤溫度達到攝氏溫度21度時將會萌苗。
小枝為細長型，最初是具有光澤的鮮綠色，然後轉為暗紅色，最後呈現深棕色；而冬芽為6毫米長的卵形尖頭狀，整體呈現深栗色或紅棕色。葉為狹卵形至長橢圓形以互生生長，擁有七至九裂，長12.7至25.4公分，寬10.2至15.2公分，有明顯的中葉脈和一次葉脈；第七至十一裂片從寬闊的基部逐漸變細、銳利，通常呈鋸齒狀並長有剛毛，而頂部的第二對裂片為最大裂片。與紅橡組中的其他大多數橡樹相比，北美紅橡裂片深度通常較小。幼葉從包旋的芽中長出為粉紅色，上部覆蓋著柔滑的絨毛，下部覆蓋著厚厚的白色絨毛，於完全長成時呈光滑的深綠色，在下部葉腋的葉脈呈光滑或有絨毛的黃綠色。北美紅橡的葉子在秋天時將變成濃紅色或棕色，而大部分植株的葉柄和中葉脈通常於仲夏和初秋時呈現濃厚的紅色。
橡子為基部寬平的飽滿尖卵圓狀，長1.3至0.6公分，於授粉後約18個月內成熟，未成熟橡子為綠色並於成熟時轉為棕色，可為單獨或成對、無柄或有柄生長。彀斗為紅棕色的淺碟狀，寬度為2公分，通常僅覆蓋在橡子的基部上，有時亦可覆蓋四分之一的橡子，外部覆蓋著細小的紅褐色鱗片而內部呈現柔軟。內核為白色，非常苦澀，儘管有這種苦澀，它們還是被鹿、松鼠和鳥類所食用。北美紅橡與北美白橡不同在於，北美紅橡的橡子為地上型萌發，並且必須暴露至少三個月低於攝氏溫度4度的低溫期，橡子才能正常發芽，並在成熟前它們還需要在樹上生長兩年的時間。

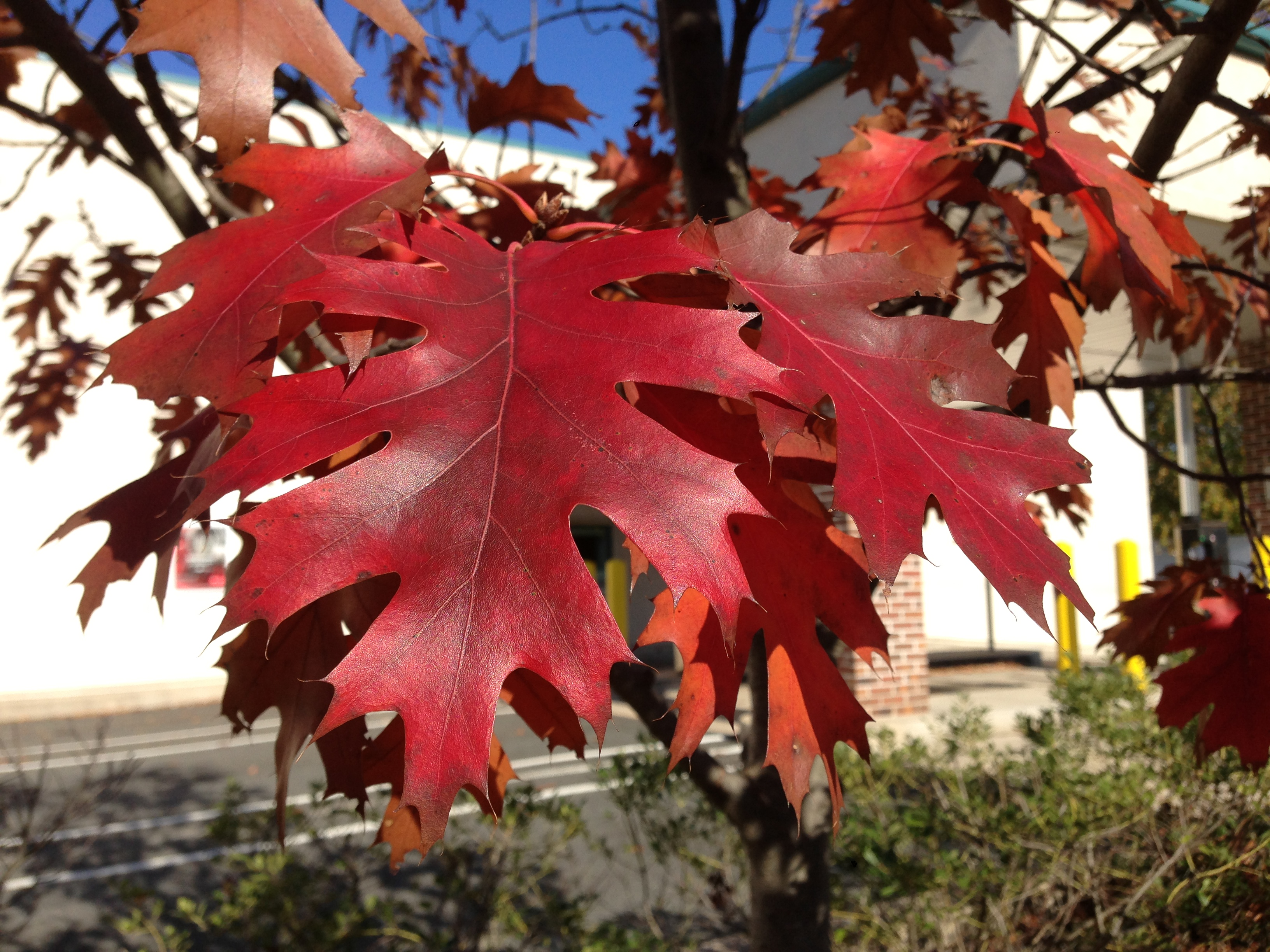
秋天的樹葉
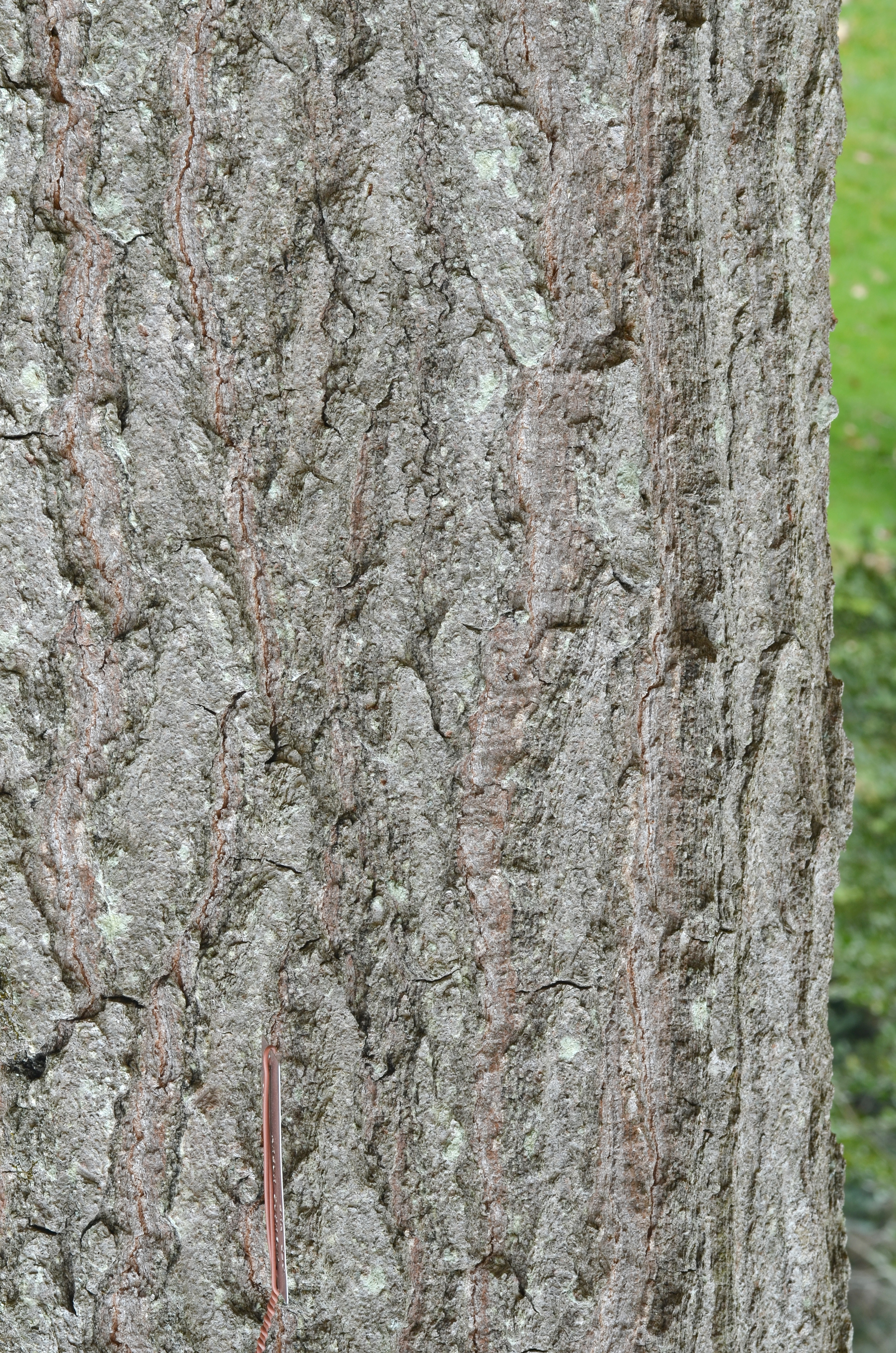
成熟樹皮的細部
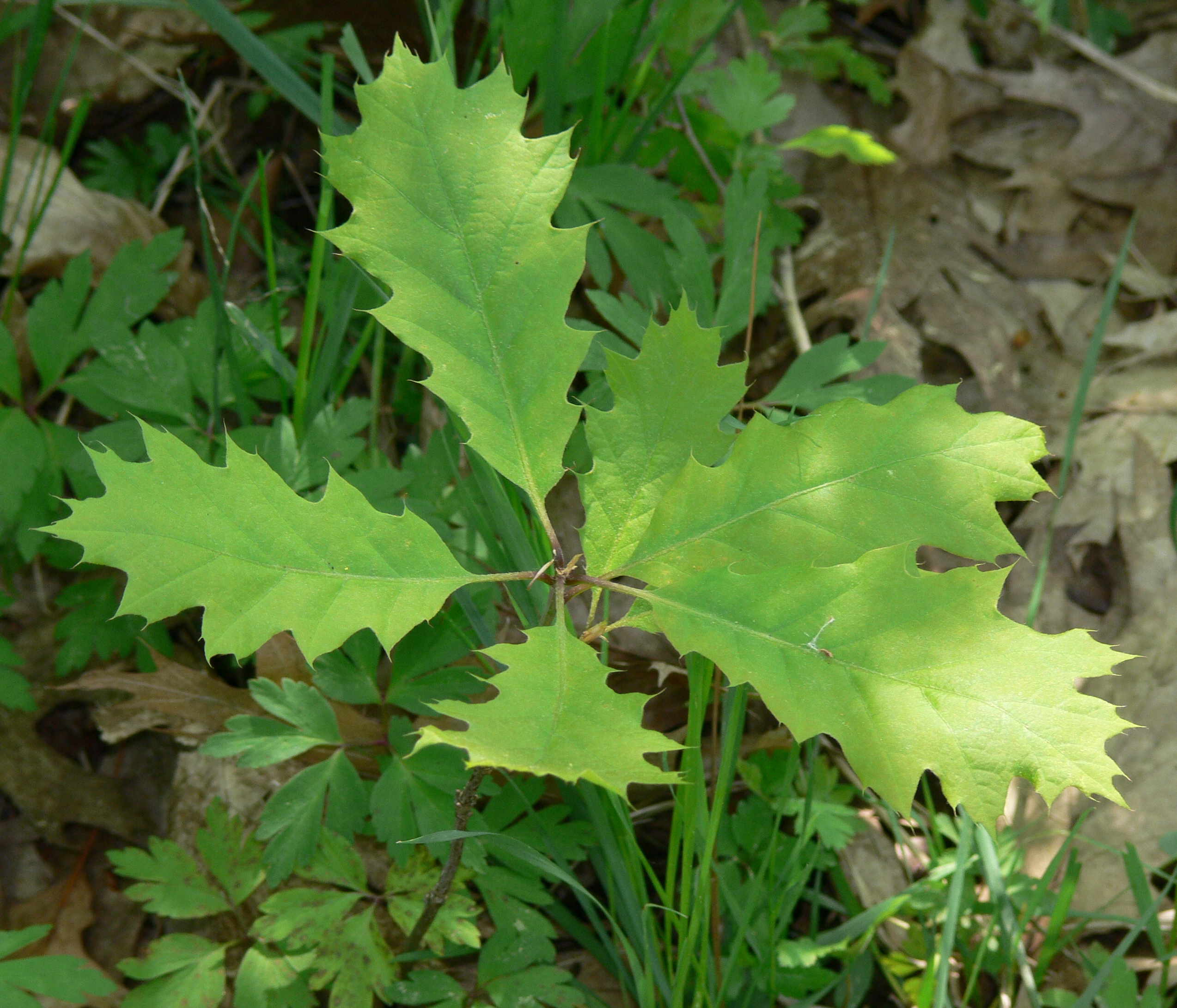
在德國霍恩洛厄的幼樹
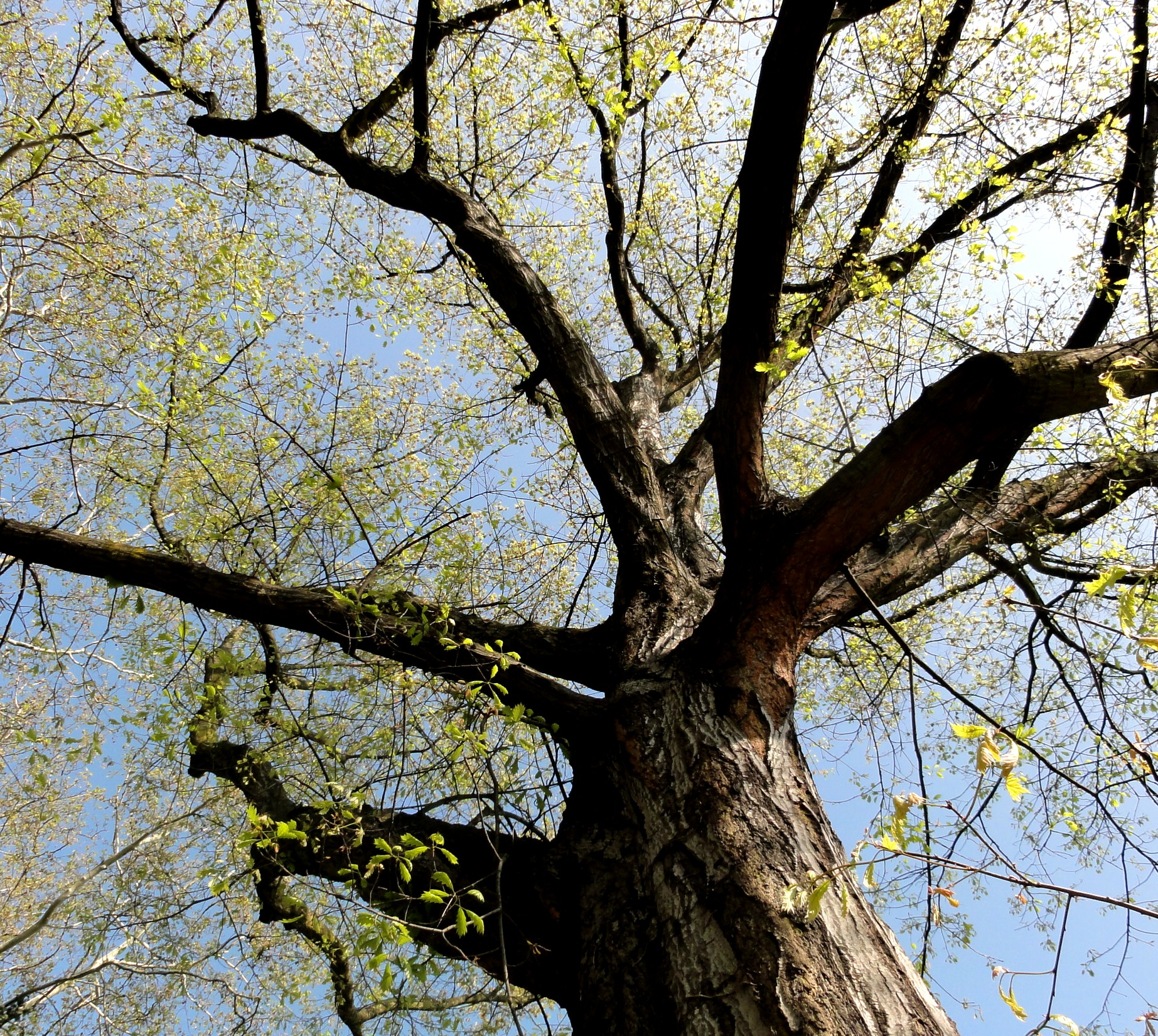
樹梢與幼葉
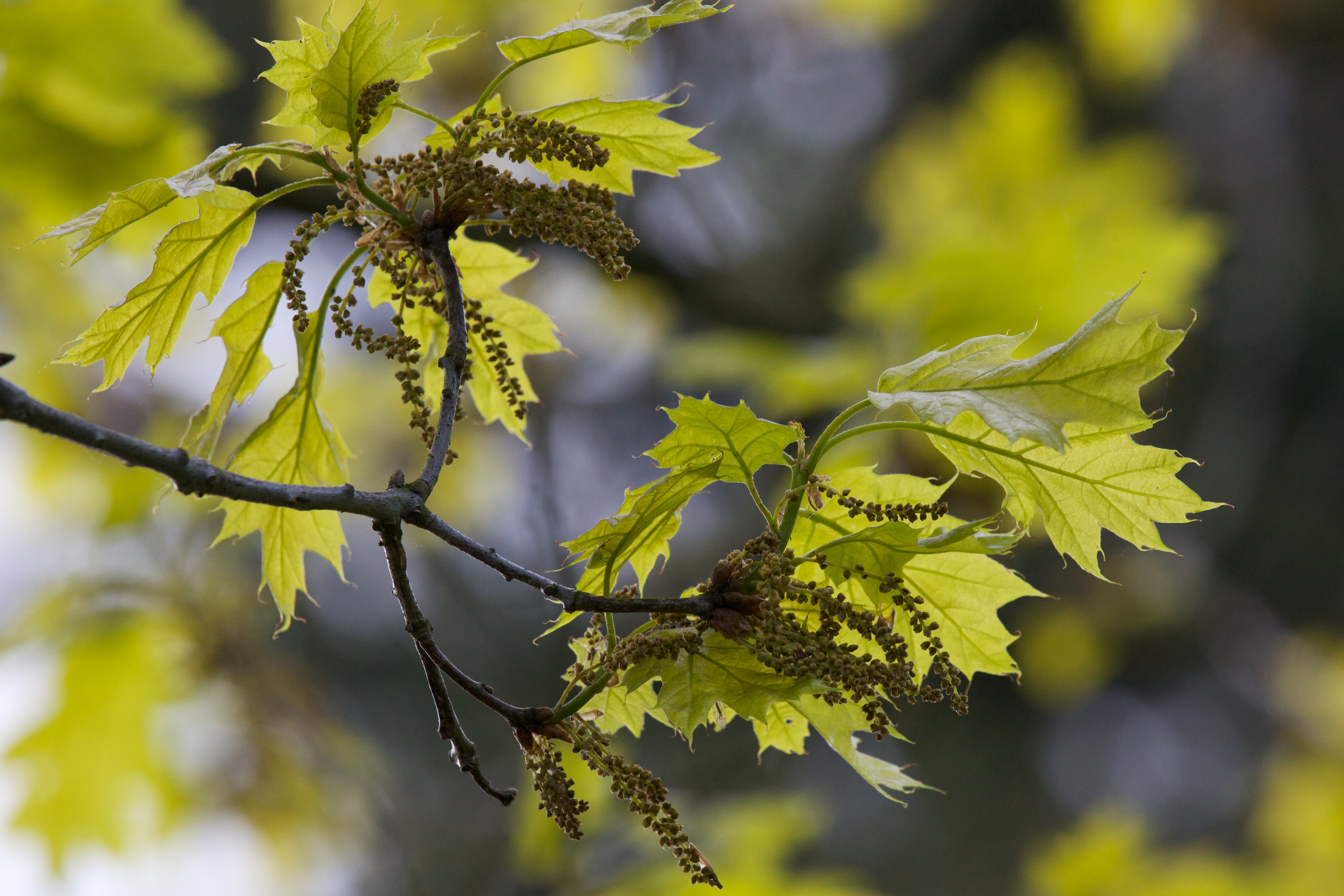
分岔的雄蕊花序
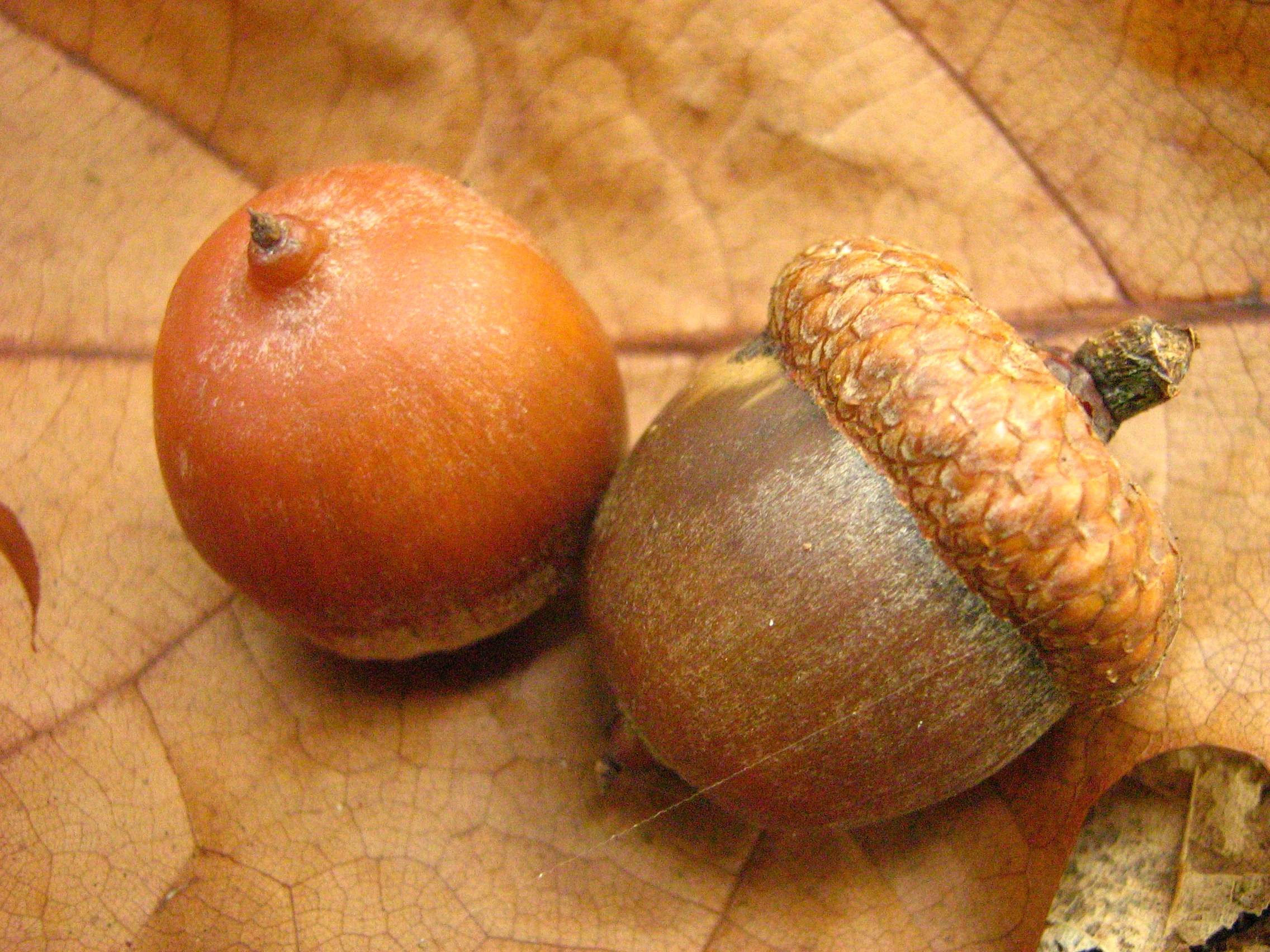
橡實及彀斗
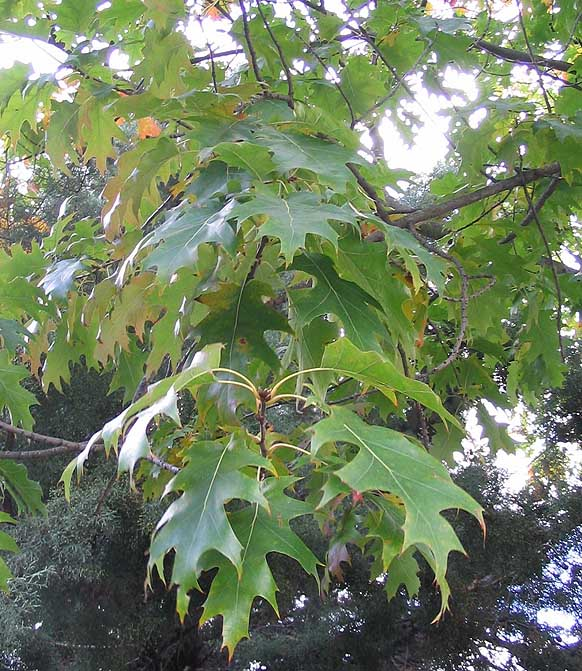
成熟的樹葉
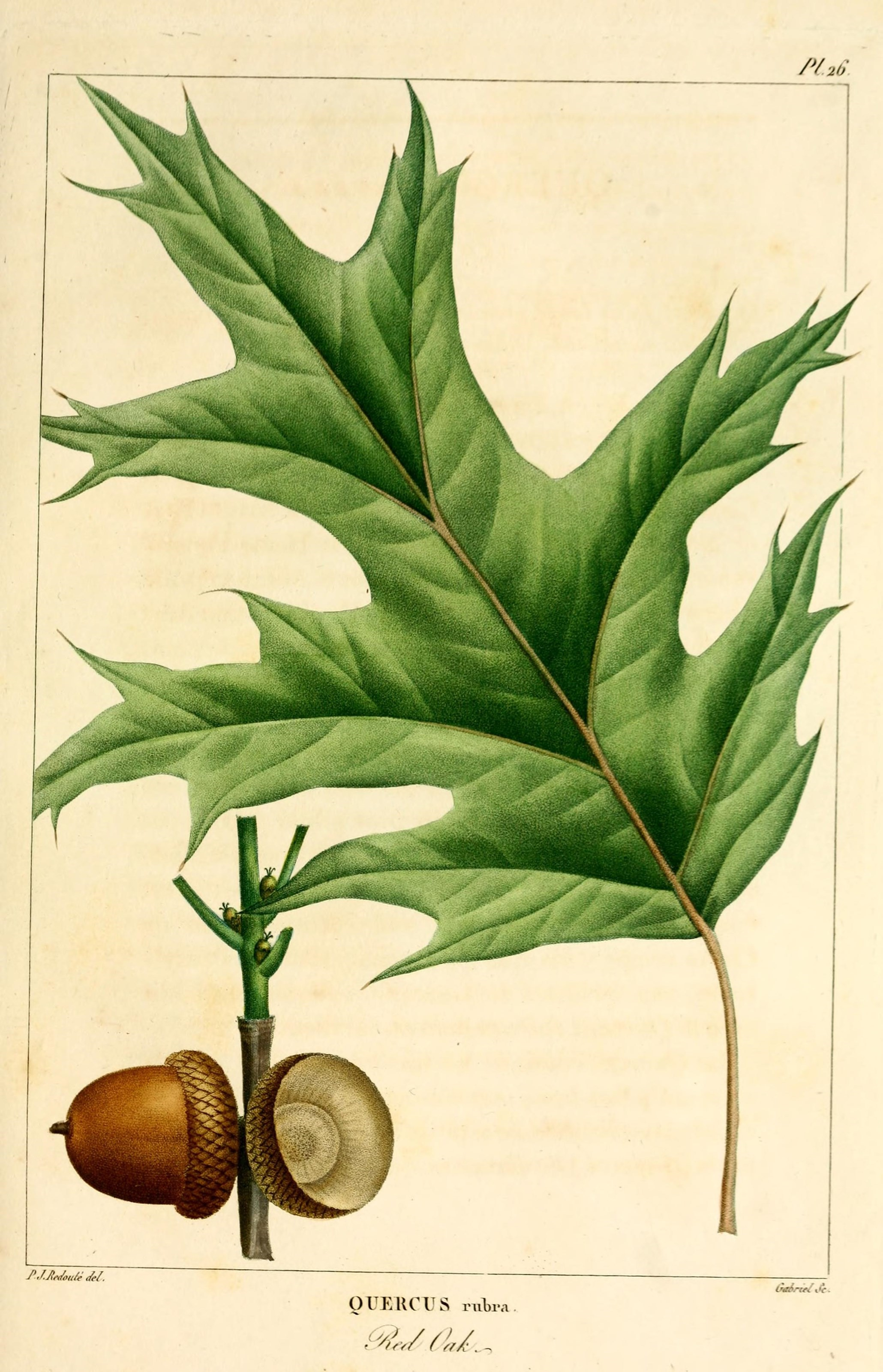
北美紅橡歷史插圖 (版26,1812)

## 生態關係

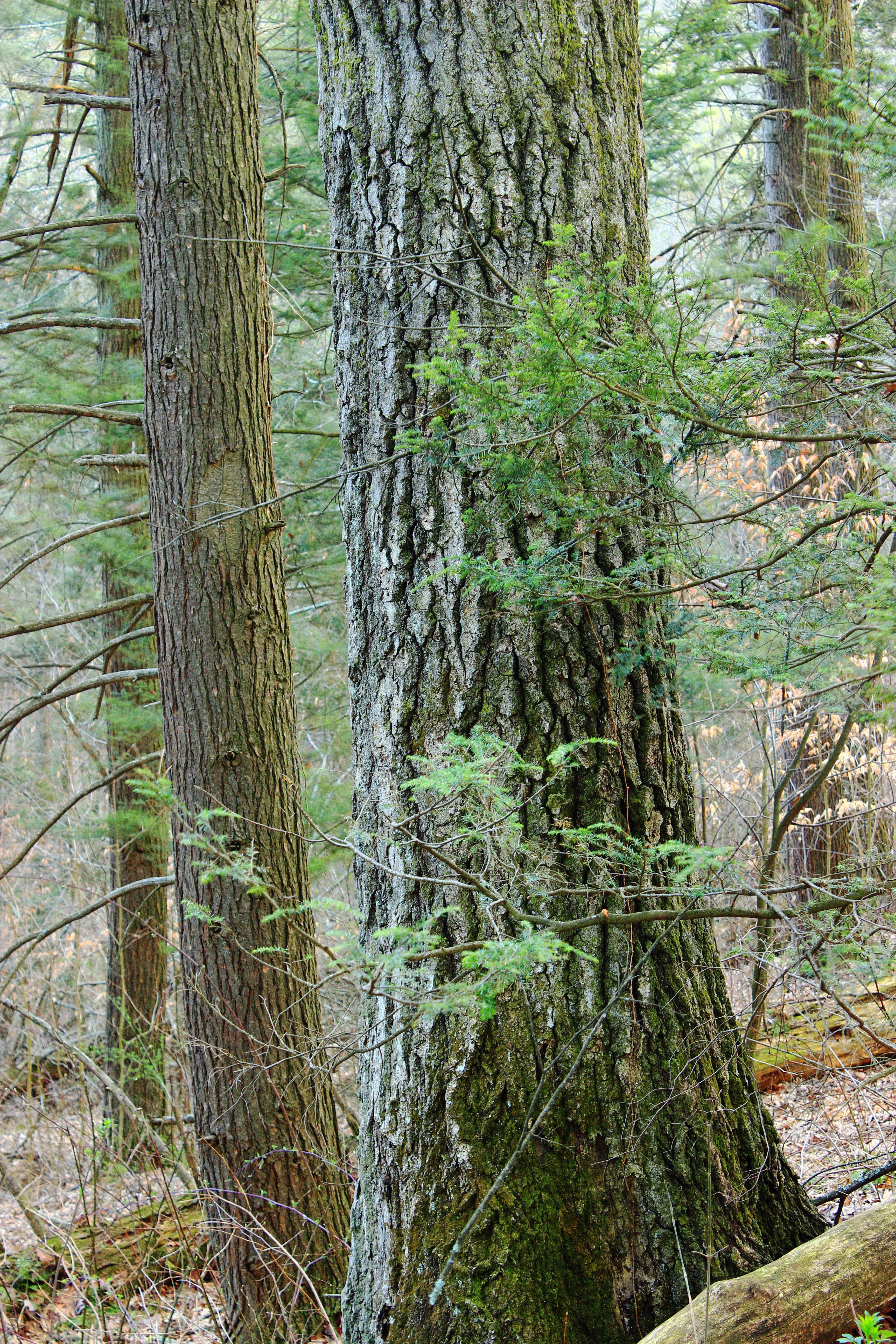
北美紅橡及苔癬蕨類 (魏瑟州立森林中的傑克霍洛自然保護區，賓夕法尼亞州哥倫比亞縣)

在過去的幾十年中，北美紅橡已經適應了疾病、昆蟲的捕食和有限的種子傳播機會等環境因素，然而這些壓力已影響了該物種在北美洲東北方和歐洲的繁殖能力。並在幾個溫帶的環境條件下，觀察到對北美紅橡的各種影響已使其能夠用作模式生物，以用於研究樹木之間的共生關係、傳播和習性。

### 病蟲害
Botryosphaeria corticola為引發北美紅橡潰瘍的主要病原體，它已經成為在過去十年中引起葉褐變、樹皮龜裂和傷流的主因，並使整個美國東北部的植株死亡率增高。北美紅橡也被認為是最容易受到根腐疫黴菌（Phytophthora cinnamomi）和傷流疫黴菌（Phytophthora ramorum）侵害的物種之一，這真菌造成該物種的樹幹產生嚴重紅黑色潰瘍；並且根腐疫黴菌和傷流疫黴菌容易在溫度較高的條件下生長，這也造成生長在加利福尼亞州、法國和西班牙北部等高溫地區的北美紅橡都有較高的真菌感染率。而在北美洲東部植株的主要病害為橡木立枯菌（Ceratocystis fagacearum）引起的橡樹立枯病，此病害時常迅速地造成北美紅橡植株死亡。

### 動物
在歐洲北部北美紅橡已成為幾種蛾類的食物，尤其是山毛櫸捲葉蛾（Cydia fagiglandana）和板栗捲葉蛾（Cydia splendana），主要因它們不但增加了棲位寬度，並且與橡實象鼻蟲屬（Curculio）減少了競爭關係。因此北美紅橡的橡子發芽率已大大降低，並導致波蘭境內藉由動物傳播的橡子數大幅下降。實驗結果顯示以散播種子著稱的歐洲動物，例如松鴉，更受當地橡樹種的吸引；然而小林姬鼠及歐亞紅松鼠可能可幫助北美紅橡在歐洲的散播。有實驗結果顯示其果仁富含會產生苦味的捕食性威懾劑丹寧酸，這種生物化學物質常限制野生動物取食的吸引力，這也造成北美紅橡的種子在歐洲的傳播機會有限。

### 真菌
北美紅橡可與樹幹底部的多種子囊菌形成外生菌根，此種關係有助於紅橡生長效率的提升；該類真菌常於樹樁上進行繁殖，並且能使北美紅橡和栗橡（Quercus montana）於遭受此類真菌寄生時產生促進生長的特異性。

### 入侵歐洲
北美紅橡於1700年代傳入歐洲，並已在整個西歐和中歐大部分地區成為歸化物種。在比利時、德國、義大利北部、立陶宛、波蘭、烏克蘭、歐洲俄羅斯、 烏拉山脈和西西伯利亞等地北美紅橡已成為第四大入侵物種。北美紅橡主要分佈在歐洲林地保護區的邊緣，有實驗結果顯示此處的光線供應、單寧濃度和動物傳播提供該物種長壽和生存的最必需要素。於歐洲的大量湧入主要是基於其擁有快速生長出木材的經濟生產力，但是導致周圍土壤中的稀有元素和礦物質百分比以及本地樹種（如櫟屬）的物種多樣性的下降
。

## 應用
北美紅橡是北美木材生產中最重要的橡樹之一。優質的北美紅橡具有很高的價值，因此商人常砍伐其他相關的橡木並以北美紅橡的名稱來高價銷售；這些樹種包括北美黑橡、沼生櫟、北美鮮紅橡（Quercus coccinea）、沼澤紅橡（Quercus shumardii）、南方紅橡（Quercus falcata）與其它紅橡組的物種。

### 木材
北美紅橡具有很高的品質可以用作木料和貼面生產，而有缺陷的原木則用作木柴使用。建築用途包括地板、貼面、室內裝飾和家具，亦可用於木材、枕木和圍欄等用途。北美紅橡質地間距較為寬鬆，在以平鋸法切割的木板上可以把煙霧從橫斷面到橫斷面之間吹出，這起因於北美紅橡容易滲入水分的特性即使在填充體關閉後依然不變，這導致液體和氣體可以沿著纖維的方向穿過木材的阻隔，因此這也使北美紅橡不適合用於造船、製桶或屋外裝飾等需隔水用途。

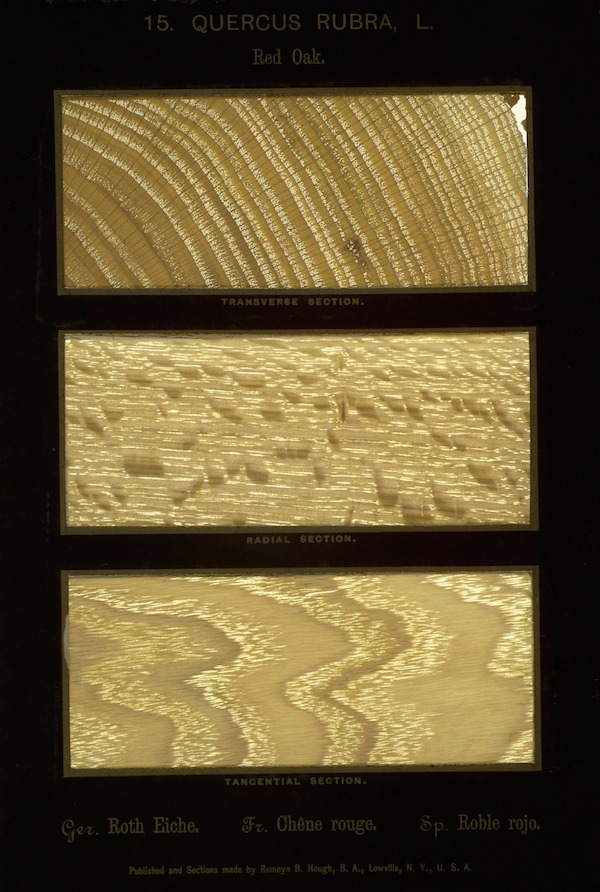
年輪節面(羅曼·貝克·霍夫（英语：Romeyn Beck Hough），《美國森林》第十四冊)
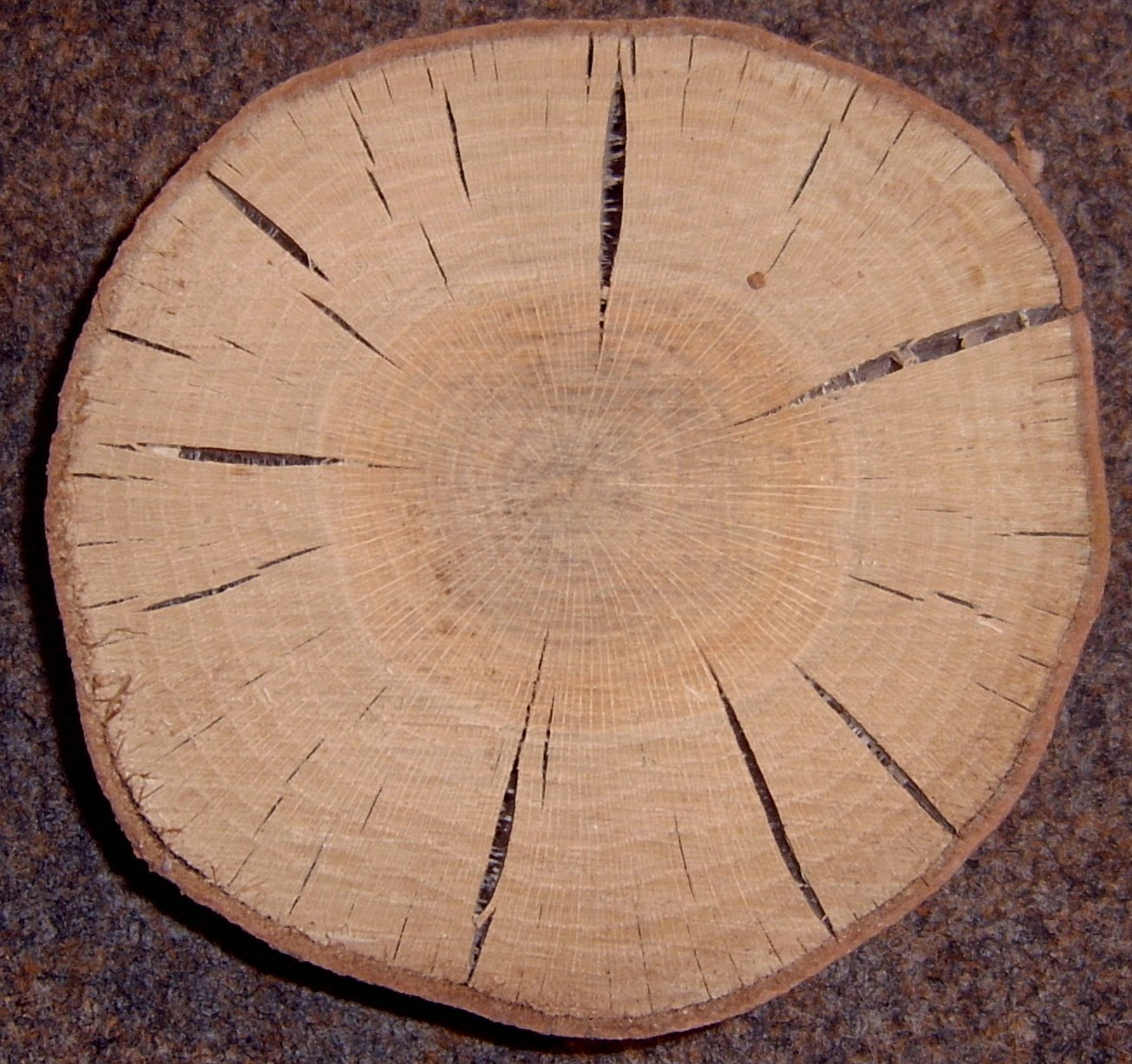
樹幹橫截面

### 觀賞
北美紅橡時常於公園和大型花園中作為園藝喬木種植。相較於同屬的沼生櫟，北美紅橡因軸根生長快速而難以移植，過去較少作為花園中的觀賞樹種；然而現代因種植方法的改良，北美紅橡從幼苗開始就種在栽培容器裡，軸根向下生長遭到限制，使得移植比以前容易。

### 行道樹
自18世紀初以來，由於其迷人的葉子形狀和美麗的秋天色彩，在中歐北美紅橡被當作公園植株或行道樹栽種，並於1691或1724期間首次引入。它與英國櫟一樣能成功地在城市氣候中生存，然而它的根時常緊實地抓起土壤並提起瀝青和鋪路石，導致它不適合作為行道樹或裝飾樹栽種。

### 印地安人之使用
雖然北美紅橡的橡子為印地安人重要之食物來源，然而食用前必須先以灰燼去除其所富含的丹寧成份；處理完畢的橡子用於製作各種印地安食品。
密蘇里河地區的印第安人使用北美紅橡的樹皮製成用於治療腸道疾病的藥物。

### 野生動物食物
雖然橡實十分的苦澀，它們還是被白尾鹿、灰松鼠和冠藍鴉等生物所食用。

## 非生物性威脅
在北美洲東北地區北美紅橡幼苗常因春季的結霜而造成很高的死亡率，其中以馬薩諸塞州為大宗；並且該地區之植株為適應高緯度地區產生的霜凍而結出尺寸較小的橡子，然而由此產生的橡子因較小的外表限制了動物食用和種子傳播的機會。在美國北部沿岸的洪水已構成了對北美紅橡生長的危害，而因此造成植株韌皮部的運輸和光合活性下降，並於洪水數天後的觀察結果表明了北美紅橡不具有抵抗過多水分的耐受能力。在夏天攝氏溫度可產生超過溫度40度熱浪的美國東南部落葉林中可觀察到北美紅橡已演變出對高熱的耐受機制，如北美紅橡的葉子具有與重複面臨熱浪的耐受性有關之活性化酶核酮糖-1,5-二磷酸羧化酶/加氧酶。北美紅橡於高二氧化碳含量的情況下亦可發現此物種具有一致性的光合作用活性，然而高二氧化碳含量通常是由於高溫所導致而成。

## 系統分類學
研究指出櫟屬有六個主要的進化枝，分別為始終不在美洲櫟屬分支的歐亞Cerris進化枝、紅橡群的Lobatae進化枝、中央橡群的Protobalanus進化枝於美國西部有姊妹物種Quercus sadleriana R.Br、Virentes進化枝、白橡群的Quercus進化枝和Ponticae進化枝於西高加索和小亞細亞有姊妹物種Quercus pontica K.Koch。
分佈於加利福尼亞植物區系的紅橡群（Lobatae進化枝）和白橡群（Quercus進化枝）中主要為北美東部血統；它屬於北美東部的進化枝，而非姐妹進化枝。 在可獲得兩個或更多樣本的110個物種中，有84個是單系群物種。

## 文獻
- Datenblatt bei Fire Effects Information System = FEIS. （页面存档备份，存于）
- Northern Red Oak - Quercus rubra L. - USDA Plant Guide. PDF. （页面存档备份，存于）
- Thomas Meyer: Datenblatt mit Bestimmungsschlüssel und Fotos bei Flora-de: Flora von Deutschland (alter Name der Webseite: Blumen in Schwaben). （页面存档备份，存于）
- F. Bauer: Die Roteiche. Sauerländer, Frankfurt am Main 1953.
- Dausien´s Großes Buch der Bäume und Sträucher. 3. Auflage. Werner Dausien, Hanau 1995, ISBN 3-7684-2509-6.
- Kurt Göhre, 埃貢·瓦根克內希特: Die Roteiche und ihr Holz. Deutscher Bauernverlag, Berlin (DDR) 1955.
- P. Schütt, H. J. Schuck, B. Stimm: Lexikon der Baum- und Straucharten. Nikol, Hamburg 2007, ISBN 978-3-933203-53-3.
- Kevin C. Nixon: Fagaceae.: In: Flora of North America Editorial Committee (Hrsg.): Flora of North America North of Mexico, Volume 3 – Magnoliidae and Hamamelidae, Oxford University Press, New York und Oxford, 1997, ISBN 0-19-511246-6: Quercus rubra Linnaeus – textgleich online wie gedrucktes Werk. （页面存档备份，存于）
- Van Dersal, William R. 1938. Native woody plants of the United States, their erosion-control and wildlife values. Washington, DC: U.S. Department of Agriculture.  （页面存档备份，存于）
- Gilmore, Melvin Randolph. 1919. Uses of plants by the Indians of the Missouri River region. 33rd Annual Report. Washington, DC: Bureau of American Ethnology. （页面存档备份，存于）